# アメリカ野球殿堂

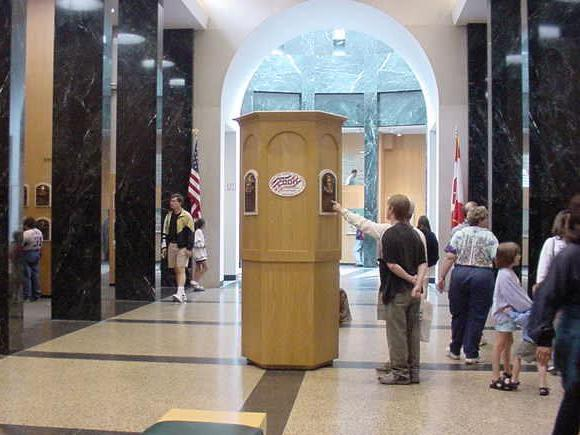
殿堂内部

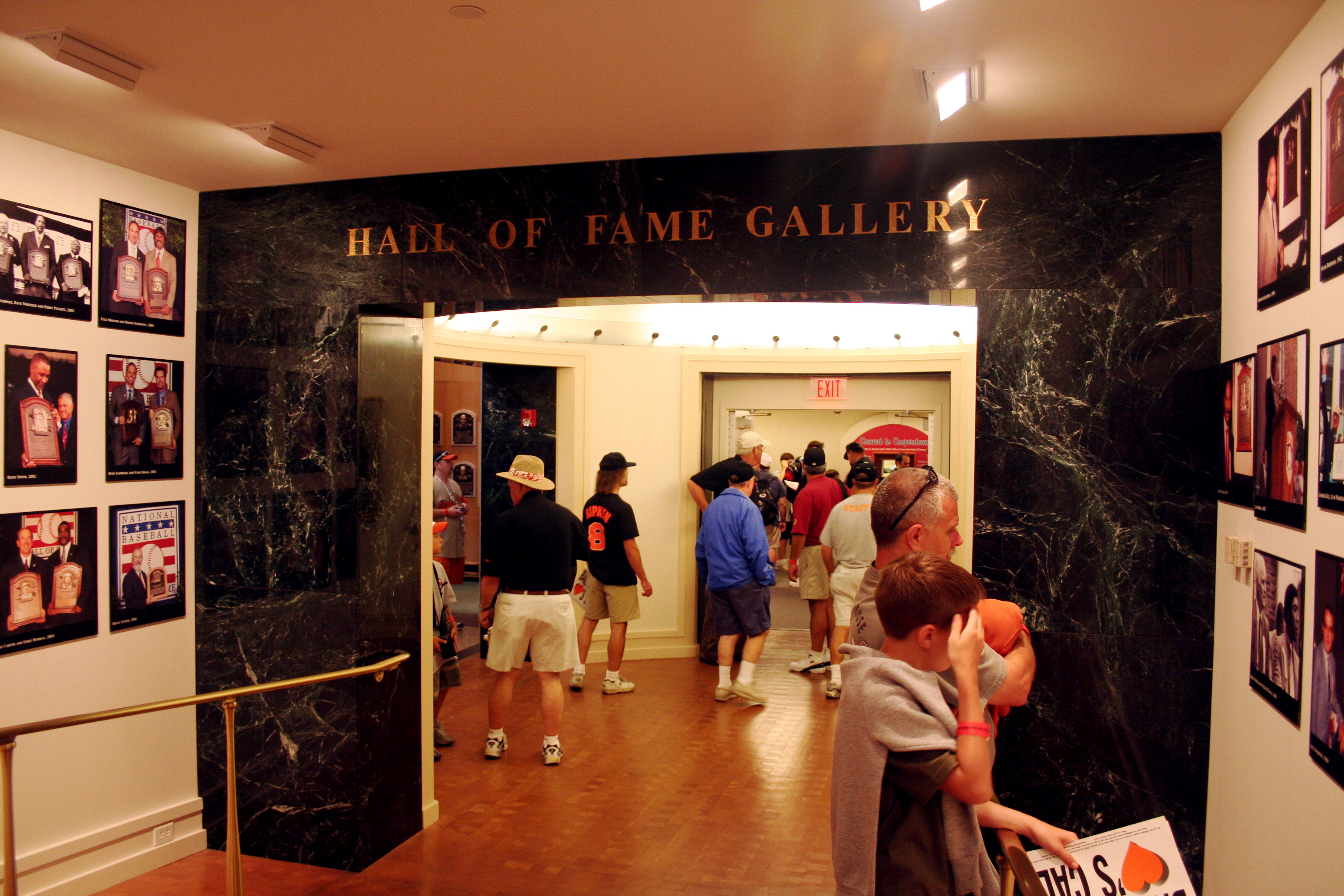
ギャラリーへの入口

アメリカ野球殿堂博物館（アメリカやきゅうでんどうはくぶつかん、National Baseball Hall of Fame and Museum, HOF）は、アメリカ合衆国ニューヨーク州クーパーズタウンにある野球専門の博物館。MLBなどで顕著な活躍をした選手や監督・コーチ・審判員、また野球の発展に大きく寄与した人物に対してその功績を称える野球殿堂を総括している。アメリカを含む世界中の野球の歴史研究や、歴史的・記録的意味を持つ資料の収集・展示を目的としている。スローガンは「歴史を伝え、偉業を称え、世代を繋ぐ」（Preserving History, Honoring Excellence, Connecting Generations）。所在地はニューヨーク州オチゴ郡クーパーズタウンのメインストリート25番。

## 歴史
1939年6月12日、クラーク財団（クーパーズタウンにあった私設財団。Singer Companyが資金的母体）によって開館。1920年の禁酒法施行、1929年の世界恐慌と相次ぐ経済的打撃から復興を図るために、他地域からの観光者を集める目的で殿堂博物館が創られた。ちょうど100年前の1839年にクーパーズタウンで野球を考案したとされる南北戦争の英雄、アブナー・ダブルデイの業績を讃えるためでもあった。しかし、後年の研究でこれは否定されており、ダブルデイ自身も未だに殿堂入りを果たしていない。殿堂博物館の創設を知ったメジャーリーグはすぐに協力を申し出、博物館の規模拡大や資料の寄贈を始める。
現在、殿堂博物館には偉大な選手や歴史的試合のホームランボール、スコアカード、バット、帽子、ユニフォームなどが数多く展示してあり、さらに美術コレクションや、オンライン検索が可能な高性能な検索ライブラリも備えている。
他にもクーパーズタウンには、前述のダブルデイの名を冠した野球場 "ダブルデイ・フィールド" もあり、メジャーリーグの2チームによる奉納試合が1940年以来毎年、殿堂入りの表彰式と同じ週末に行われていたが過密な日程に対応することが困難になったため、2008年のシカゴ・カブス対サンディエゴ・パドレス戦をもって終焉を迎えることになった
。2009年以降は、殿堂入り選手を含めたメジャーリーグのOB達による奉納試合（The Hall of Fame Classic）の開催が予定されている。

## 施設
開園時間
毎日午前9時から午後5時まで開館。

## 野球殿堂
「野球殿堂」は殿堂博物館とその関連施設だけでなく、そこに名前を刻まれた選手、監督、コーチ、審判、そのほか野球の発展に寄与した人々の記念碑的な意味合いもある。1936年にタイ・カッブ、ベーブ・ルース、ホーナス・ワグナー、クリスティ・マシューソン、ウォルター・ジョンソンの5人が初の殿堂入り選手に選ばれてから、2014年度の表彰が終わった時点で74人の投手、166人の野手、23人の監督、10人の審判員、33人の野球発展貢献者の計306人が殿堂に名前を刻んでいる。その他、フォード・C・フリック賞（野球放送に優れるキャスターを表彰する）が31人に、J.G.テイラー・スピンク賞（野球分野の著作活動に優れる作家を表彰する）が58人に与えられている。2007年には野球殿堂のニグロリーグ野球博物館などに尽力したバック・オニールの功績をたたえる形で、MLB機構主催による功労賞が創設され（Buck O'Neil's Lifetime Achievement Award）、オニールが最初の表彰者となった。この功労賞は以後3年置きに受賞者が選出される。

### 殿堂入り

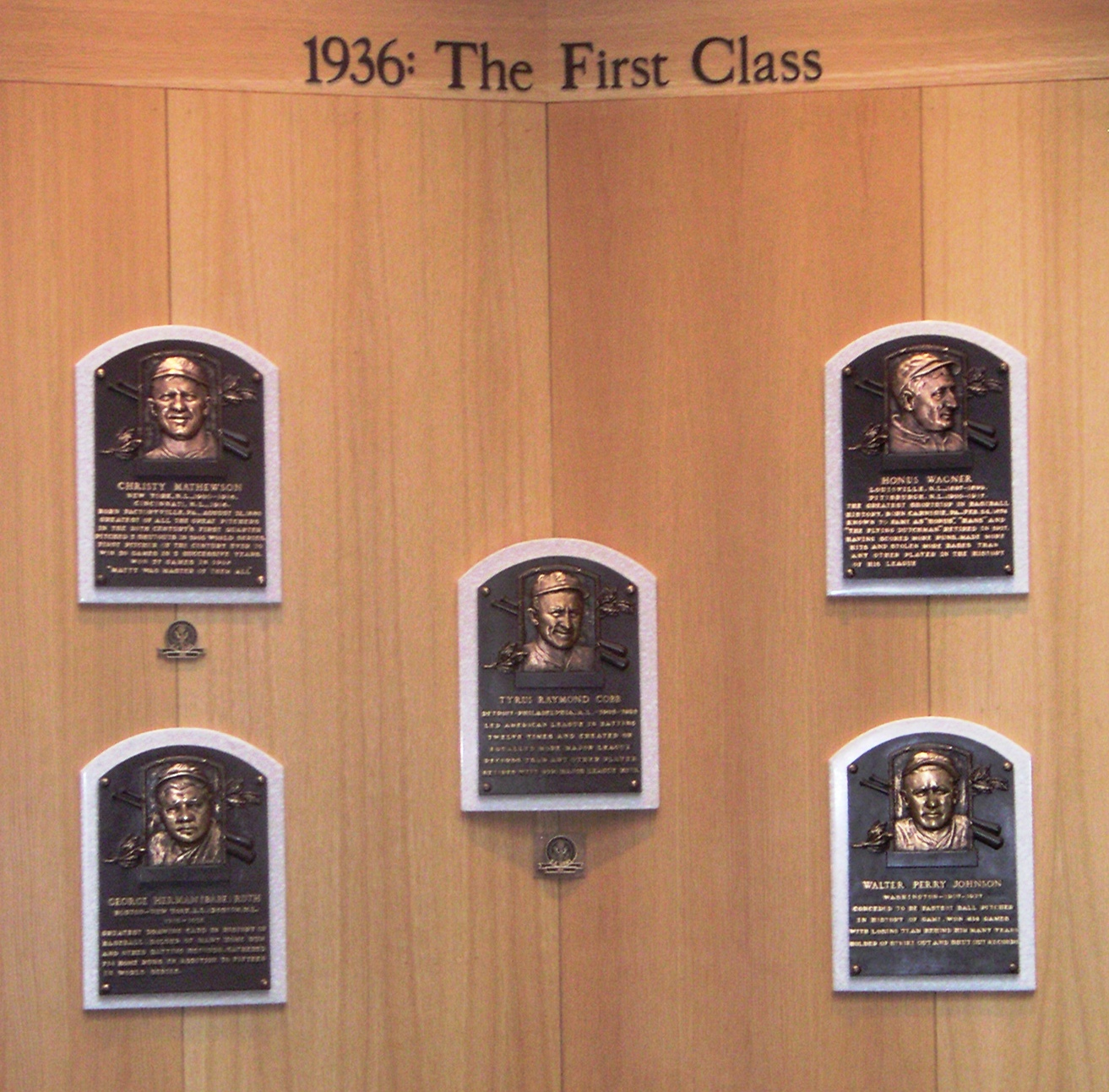
1936年に最初に殿堂入りした5人の選手のレリーフ。クリスティ・マシューソン（左上）、ベーブ・ルース（左下）、タイ・カッブ（中央）、ホーナス・ワグナー（右上）、ウォルター・ジョンソン（右下）

殿堂入り選考の対象となるのは、MLBで10年以上プレーした選手のうち、引退後5年以上が経過した選手。選考対象となった選手は全米野球記者協会（BBWAA）の適性審査委員会で殿堂入り候補者とするか否かが議論される。候補者として認められると、殿堂入りの可否を問う投票にかけられる。BBWAAに10年以上所属している記者に投票資格が与えられ、通常25～40人の候補者のうち最大10人までの名前を書いて投票する。得票率75%以上の候補者が殿堂入りとなる。得票率5%以下の候補者はその回限りで候補から外される。得票率5～75％の候補者は次年度の審査・選考に持ち越されるが、10回目まで（2014年までは15回目）に75％の得票が得られなければ11回目からは候補から外される。この候補者については一定期間を経た後、ベテランズ委員会で殿堂入りが審査されることになる。
得票率5%以下の候補者の扱いについて、以前は適性審査委員会にかけ直すことで次回以降も再び候補になることが可能であったが、1990年代中頃に規定が改正され、BBWAAの審査、ベテランズ委員会の審査ともにかけ直しが不可能となった。2001年に再度改正され、BBWAAの再審査は変わらず不可能なものの、ベテランズ委員会で考慮することが可能となっている。
選考対象となる条件は10年以上の現役生活と引退から5年以上の経過であるが、これは絶対ではない。過去には1939年の現役引退直後に殿堂入りしたルー・ゲーリッグ、現役中に不慮の事故で急逝し、その翌年に殿堂入りしたロベルト・クレメンテ、現役生活9年で引退したものの1978年に殿堂入りしたアディ・ジョスの3件の例外がある。
この他にもニグロリーグとそれ以前のアフリカ系アメリカ人の選手や発展貢献者を対象としたニグロリーグ特別委員会が1971年と2006年に2度設置された。
殿堂入りが決まった選手は、原則として自分の過去の所属球団の中から一球団を選んで、その球団のロゴを付けた形で殿堂入りする。複数の球団ロゴを付けることは認められていないものの、「球団ロゴを一切付けない」という選択は可能である。過去にロゴ無しを選択した人物としてはキャットフィッシュ・ハンターやグレッグ・マダックス、トニー・ラルーサ、ロイ・ハラデイ、マイク・ムシーナ、フレッド・マグリフ、ジム・リーランドなどがいる。
2025年7月27日にイチローが日本人選手として初めての野球殿堂入りとなった。

### ベテランズ委員会
現役引退から15年以内にBBWAAによって殿堂入り選手に選ばれなければ、ベテランズ委員会がその選手の審査を始める。ベテランズ委員会は4つの時代に区分して監督・コーチ・審判・発展貢献者の投票を行っている。また、19世紀終わりから、メジャーリーグがニグロリーグを受け入れた1947年までの間のアフリカ系アメリカ人の選手について、1995年から2001年まで選出する権限が与えられた。

### 問題点

#### 選出の妥当性
殿堂入りの選考で最も指摘されている問題点は、ベテランズ委員会の役割と構成である。ベテランズ委員会は元選手などで構成されているが、委員が同時代の他選手及びチームメイトの選出を優先させるために、本来選出されるべき優秀な選手を候補から外しているという疑いが指摘されている。この問題はフランキー・フリッシュが大きな影響力を持ち、ビル・テリーと共に1970年から1976年まで選出した（2人がかつて所属していたチームの）ニューヨーク・ジャイアンツやセントルイス・カージナルスの選手8人が、いずれも早急に殿堂入りさせる必要のない選手だったので強く批判された。
体制が刷新された後、ベテランズ委員会は2003年と2007年に競技者と非競技者、2005年に競技者の選考を行ったが、どちらも選出には至っていない。あるオブサーバーは、今後果たしてベテランズ委員会が殿堂入り選手を選出することがあるのか疑問視している。現在の委員のほとんどは殿堂入りしている者であり、ことさら自分の評価を上げるために殿堂入り選手を選出しようとは思っていないのではないか、という見解が出ている。その為2007年12月にオーナーやGM、選手会委員長などの経営者部門と監督・審判部門で各10人を候補として再び投票が行われ、12月3日に新たな殿堂入りとして5人が発表された。

#### 永久追放選手の選考
1919年のワールドシリーズでの敗退行為（ブラックソックス事件）に関わり永久失格となったジョー・ジャクソンと、シンシナティ・レッズ監督在任中に自チームの野球賭博に関わったために永久失格処分を受けたピート・ローズについて、2人の殿堂入り選考を行うか否かが継続して議論されている。2人とも殿堂入りに値する経歴の持ち主ではあるが、BBWAAでも、ベテランズ委員会でも永久失格者の選考は行わないという方針を継続している。